# 曹文举
曹文举（1927年3月—2014年7月1日），男，河北乐亭人，中华人民共和国政治人物。

## 生平
早年参加抗日战争，后担任湖南省财政厅监察室副主任等职。1966年5月，任湖南省财政厅副厅长。1977年10月任中共湖南省委常委、省财贸办主任。1983年2月，任湖南省人民政府副省长。1988年1月，当选湖南省人大常委会副主任。